# Галовский де Ласерда, Эдмар
Эдмар Галовский де Ласерда (порт.-браз. Edmar Aparecido Galovskyi de Lacerda; укр. Едмар Галовський де Ласерда; род. 16 июня 1980[…], Можи-дас-Крузис, Сан-Паулу) — бразильский и украинский футболист.

## Клубная карьера

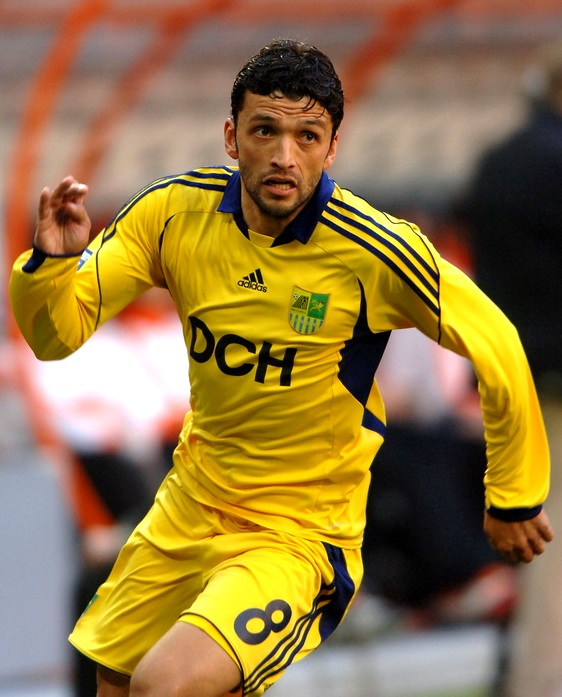
Эдмар в составе «Металлиста»

В 19 лет Эдмар стал профессиональным футболистом, выступал за бразильские клубы «Индепенденте» (Серия C), «Паулиста» и «Интернасьонал» (оба — Серия А).
В 2003 году перешёл в «Таврию» и сразу же стал главным плеймейкером команды. В симферопольский клуб его пригласил его друг Роджер. В 2004 году Эдмар был выбран капитаном команды, став первым иностранным капитаном симферопольцев.
В августе 2007 года Эдмар, уже успевший сыграть несколько матчей в стартовавшем чемпионате Украины за «Таврию», перешёл в «Металлист», который усиливал состав перед своим дебютом в Кубке УЕФА. 20 сентября 2007 года Эдмар своим голом позволил «Металлисту» сенсационно сыграть вничью (1:1) с именитым «Эвертоном» на его стадионе «Гудисон Парк». В ответном матче, состоявшемся через 2 недели, Эдмар вновь забил английской команде, однако это не спасло «Металлист» от поражения со счётом 3:2.
17 августа 2015 года Эдмар оформил контракт с днепропетровским «Днепром» сроком на один год. «Днепр» подписал Эдмара свободным агентом, после того как тот покинул «Металлист». Через год покинул клуб.
22 февраля 2017 года подписал контракт с командой четвёртого американского дивизиона «Бока Ратон». Дебютировал 26 марта 2017 в матче против «Юпитед Юнайтед» (победа «Боки» 5:1). Также Эдмар будет работать послом клуба в восточной Европе.
23 июля 2017 года официальный сайт харьковского клуба «Металлист 1925» объявил о том, что Эдмар заявлен за клуб. Дебютировал 29 июля 2017 на ОСК «Металлист» в матче 3 тура Второй лиги 2017/18 против запорожского «Металлурга» (4:0). Всего в июле — сентябре футболист сыграл за харьковчан 9 матчей, в которых неизменно выходил на поле в основном составе и с капитанской повязкой, и забил 2 мяча.
21 сентября 2017 года покинул Харьков и улетел вместе с женой и детьми в США. Там его дети стали получать образование, а украинский бразилец вновь выступал за «Бока Ратон».
13 марта 2018 года Эдмар прибыл в расположение «Металлиста 1925» в Турции, где харьковская команда проводила заключительный этап подготовки к третьему кругу чемпионата Украины во Второй лиге 2017/18. Игры за «Металлист» бразилец совмещал с тренерскими курсами, которые проходили в Киеве.
22 апреля 2018, в матче против «Днепра» на ОСК «Металлист», Эдмар провёл свой последний матч на Украине. Символическая замена бразильца состоялась на 65-й минуте. Также Эдмар заявил, что вскоре улетит в США, где закончит карьеру и начнёт тренерскую деятельность.
3 мая 2018 года подписал контракт с полупрофессиональным американским клубом «Харрикейн». Кроме того, Эдмар будет работать послом клуба в Восточной Европе, а также помогать переходить игрокам американских команд нижних дивизионов в восточноевропейские клубы и наоборот.
24 июля 2019 года Эдмар вернулся на Украину, став ассистентом главного тренера в «Металлисте 1925».

## Карьера в сборной
10 августа 2011 года дебютировал в составе сборной Украины в товарищеском матче со Швецией, проходившем в Харькове. В следующий раз он был вызван в сборную в конце мая 2013 года Михаилом Фоменко на товарищеский матч против Камеруна 2 июня и встречу в рамках квалификации на чемпионат мира 2014 против Черногории 7 июня.

## Достижения
- Серебряный призёр чемпионата Украины: 2012/13
- Бронзовый призёр чемпионата Украины (6): 2015/16

## Личная жизнь
13 декабря 2008 года Эдмар женился на украинке Татьяне, с которой познакомился во время выступлений за «Таврию». Бракосочетание проходило в загсе Симферополя. Свидетелем жениха был нападающий «Таврии» и сборной Украины Владимир Гоменюк. Эдмар взял себе двойную фамилию Галовский де Ласерда. 2 ноября 2009 года у Эдмара и Татьяны родился сын Филипп.
3 марта 2011 года Эдмар принял украинское гражданство. Соответствующий указ был подписан Президентом Украины.

## Статистика
| Таврия           | 2002/03          | 14  | 4  | 0  | 0 | 0  | 0 | 14  | 4  |
| Таврия           | 2003/04          | 21  | 3  | 0  | 0 | 0  | 0 | 21  | 3  |
| Таврия           | 2004/05          | 24  | 2  | 0  | 0 | 0  | 0 | 24  | 2  |
| Таврия           | 2005/06          | 26  | 4  | 0  | 0 | 0  | 0 | 26  | 4  |
| Таврия           | 2006/07          | 27  | 3  | 0  | 0 | 2  | 0 | 29  | 3  |
| Таврия           | 2007/08          | 5   | 2  | 0  | 0 | 0  | 0 | 5   | 2  |
| Таврия           | Итого            | 117 | 18 | 0  | 0 | 2  | 0 | 119 | 18 |
| Металлист        | 2007/08          | 22  | 2  | 2  | 2 | 2  | 0 | 26  | 4  |
| Металлист        | 2008/09          | 27  | 4  | 10 | 2 | 3  | 0 | 40  | 6  |
| Металлист        | 2009/10          | 26  | 3  | 3  | 0 | 1  | 0 | 30  | 3  |
| Металлист        | 2010/11          | 27  | 1  | 8  | 2 | 0  | 0 | 35  | 3  |
| Металлист        | 2011/12          | 27  | 4  | 11 | 2 | 0  | 0 | 38  | 6  |
| Металлист        | 2012/13          | 25  | 3  | 10 | 1 | 1  | 0 | 36  | 4  |
| Металлист        | 2013/14          | 25  | 3  | 2  | 0 | 3  | 0 | 30  | 3  |
| Итого            |                  | 176 | 20 | 46 | 9 | 10 | 0 | 232 | 29 |
| Всего за карьеру | Всего за карьеру | 293 | 38 | 46 | 9 | 12 | 0 | 351 | 47 |

(откорректировано по состоянию на 18 августа 2014 года)